# غسان بن حبيش الأسدي
غسان بن حبيش الأسدي, صحابي من قَبِيلة بني أسد يكنى أبا عبيدة وكان ممن أنحاز عن طليحة بن خويلد الأسدي عندما إدعى النبوة وبقي على الإسلام و التقى ب النبي أكثر من مرة وذهب اليه النبي عندما انجب طفلا فسماه عبيدة وكناه أبو عبيدة والده حَبيش وأخاه عبد الرحمن وَ غالب بن بشر الأسدي.